# Hans-Günter Martens

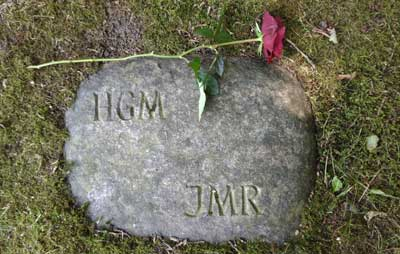
Die Grabstätte von Hans-Günter Martens und Ilse Martens-Ruesch auf dem Ohlsdorfer Friedhof

Hans-Günter Martens (* 12. Mai 1930 in Altona; † 1. Januar 2001 in Hamburg) war ein deutscher Theater-, Film- und Fernsehschauspieler sowie Hörfunkmoderator.

## Leben
Hans-Günter Martens wurde am 12. Mai 1930 in Altona (seit 1938 zu Hamburg gehörend) geboren, wo er auch seine Kindheit verbrachte. Während des Zweiten Weltkrieges lebte er in Elbing/Westpreußen. Am dortigen Stadttheater begann er als 13-Jähriger in Statistenrollen seine Schauspielerkarriere. Nach dem Abitur am Hamburger Wilhelm-Gymnasium war er Schauspielschüler bei Gisela von Collande – seinerzeit Star des Thalia Theater (Hamburg). Martens spielte danach unter anderem am Schillertheater (Berlin) und am Staatstheater am Gärtnerplatz in München (in Leo Falls Operette Madame Pompadour etwa Ludwig XV.). Unter Dieter Dorn war er als Dramaturg und Vizeintendant an den Münchner Kammerspielen tätig und unter Hellmuth Matiasek Betriebsdirektor am Staatstheater am Gärtnerplatz.
Über 40 Jahre war er umfangreich am Rundfunkmikrofon tätig, so als Sprecher vieler Hörspiele und bei mehr als 30 Programmformaten auch als Autor. So gestaltete er ab 1969 beim BR beziehungsweise beim NDR die Rundfunksendung Ich hab’ zu Haus’ ein Grammophon, in der er aus seiner eigenen umfangreichen Sammlung Schellackplattenraritäten der frühen Schlager- und Operettenkunst vorstellte und dabei so kenntnisreich wie witzig-ironisch kommentierte. Daneben machte er sich einen Namen mit Erinnerungssendungen über namhafte Künstler wie Theo Lingen, Karl Valentin und Max Pallenberg. Martens selbst war einer der größten Kenner des legendären Couplet-Künstlers Otto Reutter, über den er für den NDR in den 1970er Jahren eine sechsteilige Gedenksendung von insgesamt über drei Stunden Sendezeit zusammenstellte, die er selbst moderierte.
In seinen letzten Lebensjahren lebte er mit seiner Frau, der Schauspielerin Ilse Ruesch, in einer im funkhausnahen Hamburger Stadtteil Pöseldorf gelegenen Wohnung, die er nicht zuletzt auch wegen ihrer großzügigen Räumlichkeiten für seine Schellackplattensammlung ausgewählt hatte. An Silvester 2000 stürzte Martens schwer und brach sich dabei zwei Rippen. Am darauffolgenden Neujahrstag 2001 erlag er im Alter von 70 Jahren den durch den Sturz verursachten inneren Blutungen. Hans-Günter Martens fand seine letzte Ruhestätte auf dem Friedhof Ohlsdorf. Sie befindet sich im Planquadrat Bp 71 nordöstlich von Kapelle 13.

## Filme (Auszug)
- 1966: Die Gentlemen bitten zur Kasse, als Erzähler
- 1981: Preußische Nacht, als V. Grumbkow
- 1983: Kehraus mit Gerhard Polt und Gisela Schneeberger, als Dr. von Rüden
- 1988: Ödipussi, als Dr. Schnoor
- 1991: Pappa ante portas, als Kurt

## Fernsehserien (Auszug)
In der Fernsehserie Schwarz Rot Gold spielte er den Vorsteher Brauer als zumeist lästigen, bürokratischen Vorgesetzten des Zollamtsrat Zaluskowski (Uwe Friedrichsen). Diese Rolle erhielt in der Folge Hammelsprung dadurch weitere Facetten, indem Brauer hier nicht nur seinem Untergebenen Trost spendete, sondern auch den schon verlorenen Fall noch zum Erfolg führte.
Ferner spielte Martens die Rolle des Kriminalrates Friedrichs in der vom SWF produzierten Krimireihe Tatort mit Ulrike Folkerts.
- 1979–1988: Fast wia im richtigen Leben mit Gerhard Polt und Gisela Schneeberger
- 1982–1995: Schwarz Rot Gold, als Vorsteher Brauer
- 1985 Diese Drombuschs Folge: Die manipulierte Chance S02F05
- 1989–2001: Tatort, als Kriminalrat Friedrichs in Ludwigshafen